# Diego Osella
Diego Mario Francisco Osella (ur. 17 stycznia 1968 w Acebal) – argentyński piłkarz występujący na pozycji obrońcy, trener piłkarski.